# برج الحافة (بيروت)
ذا إيدج (بالإنجليزية: The edge) أو برج الحافة، هو برج متعدد الاستخدامات (فندقي وسكني وتجاري وترفيهي) قيد الإنشاء في بيروت العاصمة اللبنانية. عند الانتهاء من الأشغال، سيكون أطول المبنى الأكثر طولا في لبنان، يتوقع أن يصل على ارتفاع 220 مترًا (720 قدمًا) ومن حيث عد الطوابق حوالي 50 طابقًا..

## رقم قياسي جديد
بمجرد انتهاء الأشغال من المتوقع أن يصبح برج الحافة في بيروت هو أطول بناية على صعيد لبنان، وذلك خلف لبرج سما بيروت الذي بقي متربعا على الرقم القياسي لأطول بناية منذ 2014، وسما بيروت سيصبح بعد برج الحافة، The edge هو ثاني أطول برج سكني وتجاري قائم في لبنان، وبرج الحافة موجود في منطقة سوديكو بيروت.
المشروع أعلن في أغسطس/آب 13 2009 وافتتح برج سما بيروت في 2014. وبذلك سجل البرج هو الأطول في لبنان يبلغ طوله 186 متر . إلى حين إتمام برج الحافة البيروتي.